# Grace La Rue
Grace La Rue, née Stella Parsons le 23 avril 1882 à Kansas City, Missouri et morte le 13 mars 1956 à Burlingame en Californie, est une actrice américaine, chanteuse et comédienne de vaudeville.

## Jeunesse
Grace La Rue est la fille de Lucy L. Parsons[réf. nécessaire].

## Carrière
Grace La Rue commence sa carrière à l'adolescence, dans un spectacle itinérant. En 1898, elle joue avec les Burke Brothers. De 1903 à 1906, elle joue le vaudeville avec  Charles H. Burke, son premier mari et un duo d'artiste noirs, les Inkey Boys,,,,. L'un de leurs numéros est intitulée Grace La Rue and her Inky Dinks. Elle quitte le groupe e pour rejoindre la comédie musicale de Broadway.
Grace La Rue joue dans un certain nombre de productions à Broadway. Elle fait ses débuts dans The Tourists en aout 1906. Elle apparait également dans The Blue Moon (1906), les Ziegfeld Follies de 1907 où elle joue Pocahontas et chante Miss Ginger From Jamaica,,  les Ziegfeld Follies de 1908, comme chanteuse principale,, Molly May (1910) et Betsy (1911).
Le 12 aout 1909, elle épouse Byron D. Chandler, playboy new-yorkais, surnommé The Million Dollar Kid,, à Bennington, Vermont. Le 30 juillet 1914, La Rue divorce, alléguant que Chandler est infidèle et qu'il l'a bat,,,,.
Grace La Rue  fait ses débuts dans le vaudeville en novembre 1912 au Poli's Theatre à Springfield, Missouri où elle chante un air de Madame Butterfly, et un duo avec un enregistrement phonographique d'Enrico Caruso. Variety lui fait une bonne critique en commentant que la pièce a donné à La Rue « l'occasion d'afficher sa voix cultivée parisienne ».
Grace La Rue  fait ses débuts au Palace Theatre à Londres, le 4 août 1913, avec la chanson You Made Me Love You (I Didn't Want to Do It) (en), dans Honeymoon Express, une comédie musicale dans laquelle elle apparait avec Al Jolson. Le 8 décembre 1913, elle joue le rôle d'Ella dans The Girl Who Didn't  une nouvelle version de The Laughing Husband, avec Yvonne Arnaud pour partenaire au Lyric Theatre à Londres, où elle interprète A Tango Dream  d'Elsa Maxwell ,,.
En juin 1917, elle joue dans Hitchy-Koo, produit et joué par Raymond Hitchcock au Cohan and Harris Theatre de New York, spectacle de vaudeville, mettant en vedette Frances White et William Rock, Irene Bordoni et Leon Errol avec des sketches comiques, dont une satire sur Billy Sunday et des chansons des trois stars féminines.
En 1919, La Rue fait ses débuts à l'écran, sous le nom de Stella Gray, aux côtés de l'acteur de théâtre et de cinéma américain Hale Hamilton dans le mélodrame That's Good. Elle épouse Hamilton le 29 mai 1920, au milieu d'un tourbillon de controverse entourant un procès intenté par la deuxième épouse de Hamilton, l'actrice Myrtle Tannehill (en),,.
En 1921, elle apparait avec Hale Hamilton dans Dear Me de John Golden (en) au Republic Theatre,.
En 1922-1923, Grace La Rue apparaît dans la reprise de Music Box Revue d'Irving Berlin au Music Box Theatre de New York,. En 1924, elle apparaît au Coliseum de Londres avec Hamilton.
Pendant le reste de la décennie, elle travaille principalement aux États-Unis, alternant entre vaudeville, comédies musicales et revues. L'une de ses dernières apparitions importantes a lieu dans les Greenwich Village Follies de 1928 au Winter Garden Theatre de New York,,.
Elle apparait dans un court métrage Vitaphone en 1929 intitulé Grace La Rue: The International Star of Song.
Au début des années 1930, elle se retire en Californie, où elle fait une brève apparition dans le film She Done Him Wrong avec Mae West en 1933.
Grace La Rue est décédée au Peninsula Hospital de Burlingame, en Californie, le 13 mars 1956.

## Enregistrements
Grace La Rue enregistre Does Anybody Here Know Nancy pour Columbia Records en 1910.
Elle enregistre la chanson You Made Me Love You (I Didn't Want to Do It) (en) avec un orchestre dirigé par Kennedy Russell (en) pour His Master's Voice (HMV) le 22 août 1913 publiée sous le numéro d'enregistrement 03343.
Elle enregistre A Tango Dream d'Elsa Maxwell, pour le label HMV (03373) aux studios de The Gramophone Co Ltd, Hayes, Middlesex, le 6 février 1914.